# Adelgundenstraße (München)
Die Adelgundenstraße ist eine Straße im Lehel im Stadtbezirk 1 Altstadt-Lehel der bayerischen Landeshauptstadt München. Sie wurde 1845 nach der zweiten Tochter von Ludwig I., der Erzherzogin Adelgunde Auguste von Bayern (1823–1914) benannt.

## Verlauf
Die Adelgundenstraße gehörte zum ursprünglich als St.-Anna-Vorstadt bezeichneten Stadtviertel. Sie führt von der Thierschstraße im Süden nach Norden und quert die Mariannenstraße und die Knöbelstraße. Danach führt sie zur Maximilianstraße. Der nördliche Abschnitt der Adelgundenstraße wurde im Zuge der Bebauung und der Errichtung der Kirche St. Anna Ende des 19. Jahrhunderts in St.-Anna-Straße und St.-Anna-Platz umbenannt.

## Baudenkmäler an der Adelgundenstraße

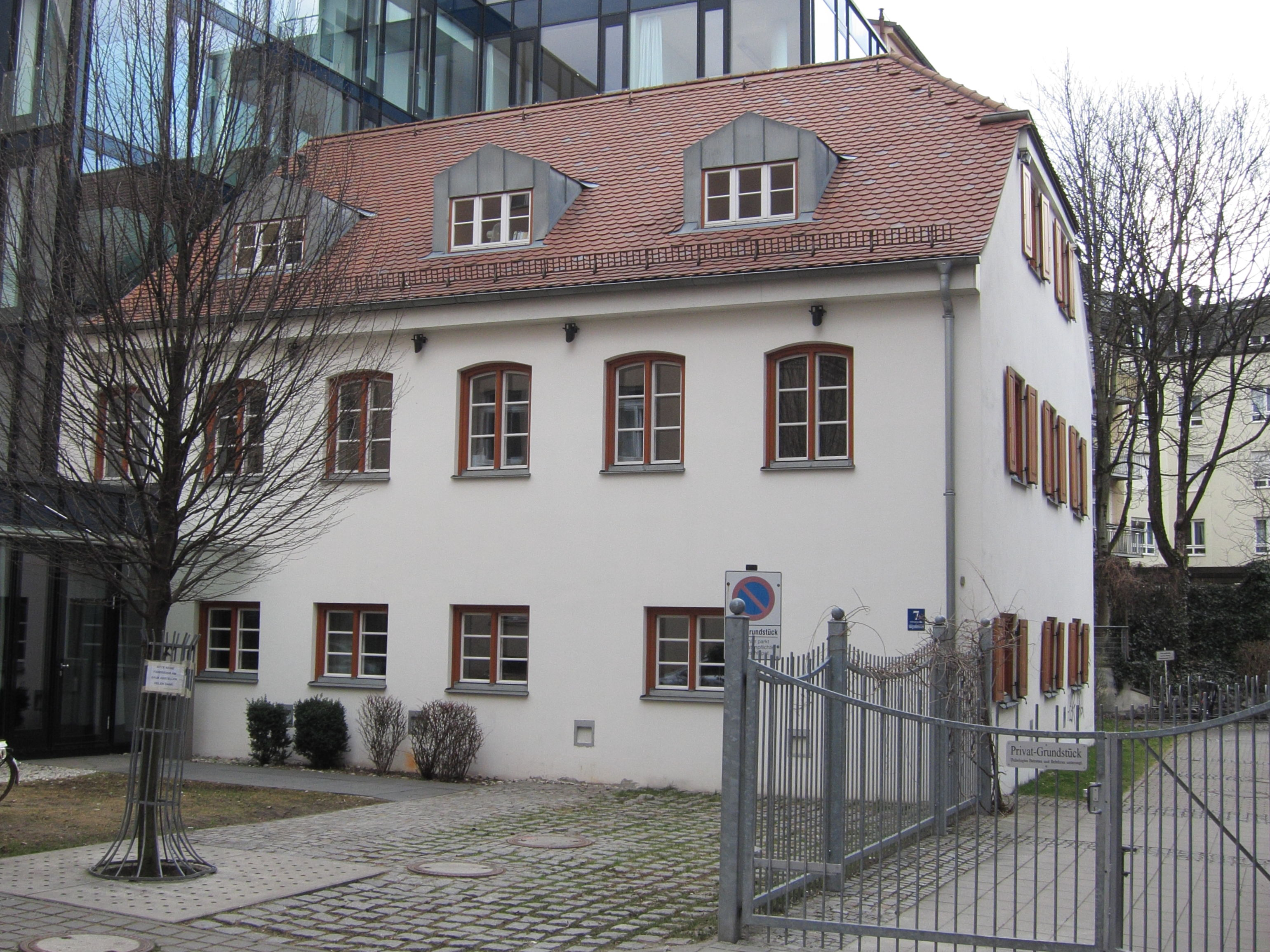
Adelgundenstraße 7, erste Hälfte 19. Jahrhundert (Haus der ursprünglichen Bebauung)

Folgende Mietshäuser stehen auf der Denkmalliste:
- Adelgundenstraße 3
- Adelgundenstraße 5b
- Adelgundenstraße 6
- Adelgundenstraße 7
- Adelgundenstraße 12
- Adelgundenstraße 14
- Adelgundenstraße 15
- Adelgundenstraße 17
- Adelgundenstraße 19
- Adelgundenstraße 20
- Adelgundenstraße 23
- Adelgundenstraße 25

Siehe auch: Liste der Baudenkmäler im Lehel

## Bekannte Bewohner
- Adelgundenstraße 33: ehemaliges Haus des Corps Suevia München